# Сумото

Сумо́то (яп. 洲本市, すもとし, сумото сі) — місто в Японії, у південній частині префектури Хьоґо, в центрі острова Авадзі.

## Географія
Сумото розташоване на березі Осацької затоки. Воно віддалене від Осаки і Кобе на 60-79 км. На півночі місто межує з містом Авадзі, а на півдні — з Мінамі-Авадзі.
У північній частині Сумото протікає однойменна річка, а на півдні знаходяться гори Юдзуруха. Через місто проходить 28-а державна автомагістраль, яка веде до Кобе на півночі та міста Наруто на півдні.
Порт Сумото є центральним транспортним пунктом усього острова Авадзі, який зв'язаний швидкісними поромами із Міжнародним аеропортом Кансай на півдні Осаки.

## Історія
Сумото виникло на базі однойменного середньовічного містечка. Ним володів піратський рід Атаґі. Пірати мали дві бази — замок Сумото на півночі та замок Юра на півдні. 1585 року вони перейшли під контроль самурайського полководця Вакідзаки Ясухару.
З настанням періоду Едо (1603—1867) Сумото увійшов до складу Токусіма-хану, в якому головував рід Хатісука. Замки були зруйновані, а на їх місці спорудили військовий табір (дзін'я). Він став адміністративним центром усього острова. Табором керував рід Інада, васал роду Хатісука.
11 лютого 1940 року містечку Сумото був наданий був наданий статус міста. 1947 року воно поглинуло сусіднє село Камінада (上灘村), 1955 року — містечко Юра (由良町), села Накаґавахара (中川原村) й Айґа (安乎村), а 2006 року об'єдналося із містечком Ґосікі (五色町).

## Економіка
З кінця 19 століття в Сумото діяли текстильні фабрики, які виготовляли шовк на експорт. Проте після 1945 року основними галузями промисловості міста стали сільське господарство і тваринництво. В Сумото вирощують переважно цибулю, а також мандарини і хурму.
Іншою прибутковою галуззю господарства є туризм. Основні об'єкти, що приваблюють гостей міста, — замкова гора Мікума, міський музей, гарячі ванни на термальних водах тощо.